# فلایت (برند شکلات)
فلایت (انگلیسی: Flyte) یک تخته شکلات تولید شده توسط مارس اینکورپوریتد با وزن ۴۵ گرم بود. این محصول در سال ۱۹۹۶ معرفی شد.
تولید این محصول در سال ۲۰۱۵ متوقف شد.

## اطلاعات تغذیه‌ای
| تغذیه      | در هر ۱۰۰ گرم                 | در هر ۲۲٫۵ گرم (نصف تخته)   |
| ---------- | ----------------------------- | --------------------------- |
| انرژی      | ۱۸۱۸ کیلوژول (۴۳۲ کیلو کالری) | ۴۰۹ کیلوژول (۹۷ کیلو کالری) |
| پروتئین    | ۳٫۶ گرم                       | ۰٫۸ گرم                     |
| کربوهیدرات | ۷۴٫۳ گرم                      | ۱۶٫۷ گرم                    |
| چربی       | ۱۳٫۳ گرم                      | ۳٫۰ گرم                     |